# Убаганское
Убаганское (каз. Обаған) — село, административный центр Алтынсаринского района Костанайской области Казахстана. Административный центр Убаганского сельского округа.

## История
Населённый пункт был построен и заселён в 1986 году как административный центр вновь образованного Убаганского района.

## Население
В 1999 году население села составляло 659 человек (307 мужчин и 352 женщины). По данным переписи 2009 года, в селе проживало 513 человек (248 мужчин и 265 женщины).
По данным на 1 января 2016 года население села составляло 335 человека (162 мужчины и 173 женщины).